# Kendal mint cake

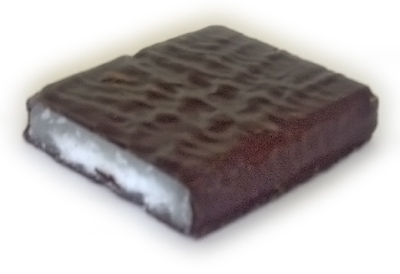
Un Kendal mint cake couvert de chocolat.

Le Kendal mint cake est une confiserie mentholée originaire de la ville de Kendal, dans le nord de l'Angleterre.

## Présentation
D'après la légende locale, le confiseur Joseph Wiper aurait oublié de surveiller la préparation de bonbons à la menthe, dont la cristallisation aurait donné naissance à ce mint cake. Le goût rafraichissant et le fort pouvoir calorique du produit (350 calories pour 100 grammes) en font un aliment prisé des aventuriers.